# Das Rösslein Hü
Das Rösslein Hü (englischer Originaltitel Adventures of the Little Wooden Horse) ist ein Kinderbuch der britischen Kinderbuchautorin Ursula Moray Williams, das 1938 mit Illustrationen von Joyce Lankester Brisley beim Verlag Harrap veröffentlicht wurde. Die deutsche Erstausgabe in einer Übersetzung von Franz Caspar erschien 1939 beim Benziger Verlag.

## Inhalt
Ein alter Mann namens Onkel Peter verdient sich seinen Lebensunterhalt durch die Herstellung von Holzspielzeug. Eines Tages fertigt er ein besonders schönes kleines Holzpferd namens Hü. Im Unterschied zu all den anderen Spielsachen kann sich jedoch niemand das wunderschöne Holzpferdchen leisten. Sehr zu seiner Freude darf Hü bei seinem Schöpfer bleiben und diesem behilflich sein. Doch als Onkel Peter durch das Aufkommen von billigerem, in Massenproduktion hergestelltem Spielzeug aus dem Geschäft gedrängt wird, geht dem alten Mann bald das Geld aus und er wird schwer krank.
Daraufhin zieht Hü in die Welt hinaus, um für sich und Onkel Peter ein Vermögen zu verdienen. Durch eine Kombination aus unglücklichen Umständen und Ausbeutung ist das kleine Holzpferd gezwungen, weite Strecken zurückzulegen und erlebt dabei jede Menge Abenteuer. Bei seiner Arbeit auf einem Bauernhof und in einer Mine, als Zugpferd beim Treideln, als Kutsch- und Rennpferd eines Königs und seiner Prinzen und Prinzessinnen, als Artist in einem Zirkus und als Reittier oder Spielzeug für Kinder verdient das Pferdchen jede Menge Geld, das Hü allerdings im Anschluss immer wieder verliert, genauso wie seine Räder, eines seiner Beine oder eines Tages gar seinen Kopf. Oft ist Hü dem Tod nahe, entgeht diesem aber immer wieder auf wundersame Weise.
Schließlich rettet Hü einem Seeräuber das Leben und landet mit ihm auf einer Schatzinsel. Der Pirat teilt aus Dankbarkeit sein Vermögen mit dem Holzpferd, das nach all der langen und oftmals entbehrungsreichen Zeit zuletzt wieder heimkehrt, wo es  ein glückliches Wiedersehen mit Onkel Peter bei dessen Hochzeitsfeier gibt.

## Rezeption
Claire Watts schreibt in ihrer Buchrezension: „Nur wenige Bücher für diese Altersgruppe enthalten so viel Kummer wie Das Rößlein Hü, ein ergreifendes Epos über ein kleines Holzpferd. […] Es ist eines dieser Bücher, bei denen der Leser nach dem nächsten Kapitel lechzt, um zu erfahren, ob das Pferdchen überleben wird.“ Susan Butterworth schreibt in ihrer Biografie über die Autorin und ihr bekanntestes Werk: „Diese Geschichte enthält mehrere Markenzeichen von Moray Williams: einen Spielzeugprotagonisten, einen einfachen volkstümlichen Stil, eine bezaubernde Fantasie, ein episodenhaftes Abenteuer, Magie und eine exotische Umgebung.“ Rita Angelone schreibt anlässlich einer Neuauflage des Kinderbuchklassikers: „Die Geschichte erinnert uns an die Abenteuer von Pinocchio und es verwundert uns überhaupt nicht, dass das Buch – genauso wie dasjenige von Pinocchio – so erfolgreich ist und bei der Leserschaft so gut ankommt: In beiden Geschichten geht es um die Beziehung zwischen einem älteren Herrn, der zu einer Vaterfigur und einem hölzernen Kunstwerk, das zum Leben erweckt wird. Armut, Krankheit, Wanderschaft, Gefangenschaft, Freundschaft, Heimweh und Vater-Kind-Liebe sind die Themen, die das Lesen auch für heutige Kinder so spannend und so emotionsreich zugleich machen!“ In einem Beitrag der Tagesschau des SRF führt die Literaturwissenschaftlerin Christine Lötscher den Erfolg des Buches darauf zurück, dass Kinderbuchklassiker wie das Rösslein Hü ‚einfach funktionieren‘ und von Eltern in erster Linie jene Bücher gekauft werden, die sie selbst kennen und in ihrer Kindheit geliebt haben. Julia Eccleshare schreibt im Nachwort einer Ausgabe des Verlags Penguin Books: „Es ist ein wahres Vergnügen, auf den Wellen dieser Geschichte zu reiten. Ursula Moray Williams hält das Tempo des Dramas schnell und rasant. Innerhalb eines kurzen Buches wechselt der Schauplatz unzählige Male, sodass das kleine Holzpferd ein Bergwerk, einen Bauernhof, einen Zirkus, eine königliche Familie und noch vieles mehr erlebt. Die Variation des Hintergrunds bietet einen enormen Spielraum für eine breite Palette von Handlungen und Emotionen. […] Eine solche Gabe des Geschichtenerzählens ist sehr zu schätzen und macht Das Rösslein Hü zu einer spannenden Lektüre und einem bereichernden Erlebnis.“

## Auszeichnungen
Das Rösslein Hü wurde 1939 vom Time Magazine in seine Liste der Books of the Year aufgenommen.

## Referenzen
Das Rösslein Hü wird in dem literarischen Nachschlagewerk 1001 Kinder- und Jugendbücher – Lies uns, bevor Du erwachsen bist! für die Altersstufe 5+ Jahre empfohlen.

## Ausgaben
- Adventures of the Little Wooden Horse. Harrap, UK 1938 (englisch).
- Das Rösslein Hü: Seine lustigen und gefährlichen Abenteuer. Benziger, Einsiedeln / Köln 1939.